# 2000年シドニーオリンピックのラトビア選手団
2000年シドニーオリンピックのラトビア選手団（2000ねんシドニーオリンピックのラトビアせんしゅだん）は、2000年9月15日から10月1日にかけてオーストラリアのニューサウスウェールズ州シドニーで開催された2000年シドニーオリンピックのラトビア選手団、およびその競技結果。

## 概要
今大会は金メダル1個、銀メダル1個、銅メダル1個の合計3個のメダルを獲得した。
体操男子ゆかでイゴール・ビフロフが金メダルを獲得、ラトビアにオリンピック初めての金メダルをもたらした。

## メダル
| メダル | 選手名                       | 競技 | 種目           |
| ------ | ---------------------------- | ---- | -------------- |
| 金     | イゴール・ビフロフ           | 体操 | 男子ゆか       |
| 銀     | エイガース・ファデエフス     | 陸上 | 男子50km競歩   |
| 銅     | フセヴォロドス・ゼリョニース | 柔道 | 男子73kg以下級 |